# Paradelphomyia krisna
Paradelphomyia krisna är en tvåvingeart som beskrevs av Alexander 1957. Paradelphomyia krisna ingår i släktet Paradelphomyia och familjen småharkrankar. Inga underarter finns listade i Catalogue of Life.